# Trigonachras postardanjeisin
Trigonachras postardanjeisin är en kinesträdsväxtart som beskrevs av Buerki & Callm.. Trigonachras postardanjeisin ingår i släktet Trigonachras och familjen kinesträdsväxter. Inga underarter finns listade i Catalogue of Life.